# 891 (číslo)
Osm set devadesát jedna je přirozené číslo. Římskými číslicemi se zapisuje DCCCXCI a řeckými číslicemi ωϟαʹ. Následuje po čísle osm set devadesát a předchází číslu osm set devadesát dva.

## Matematika
891 je:
- Osmistěnové číslo
- Deficientní číslo
- Složené číslo
- Nešťastné číslo
- Součet pěti po sobě jdoucích prvočísel (167 + 173 + 179 + 181 + 191)

## Astronomie
- (891) Gunhild je planetka hlavního pásu, kterou v roce 1918 objevil Max Wolf
- NGC 891 je spirální galaxie v souhvězdí Andromedy, kterou objevil v roce 1784 William Herschel

## Roky
- 891
- 891 př. n. l.